# Augustine Pulu
Augustine Pulu (4 de janeiro de 1990) é um ruguebolista de sevens neozelandês

## Carreira
Augustine Pulu integrou o elenco da Seleção Neozelandesa de Rugby Sevens 5º colocada na Rio 2016.